# 拉卡省
拉卡省（阿拉伯語：مُحافظة الرقة）是敘利亞北部的一個省，北鄰土耳其。幼發拉底河橫貫其中。面積19,616平方公里，2011年估計人口944,000人。首府拉卡。下分3區：泰勒艾卜耶德區、革命區、拉卡區。2017年10月17日，叙利亚民主力量下属武装当天完全夺取了极端组织“伊斯兰国”在叙利亚的大本营拉卡。
1. ↑  .   [2017-10-17]. （原始内容存档于2017-10-29）.